# Katharina unter dem Nordstern
Die polnische Freimaurerloge Katherina unter dem Nordstern (auch: Katarzyny pod Gwiazdą Północną (na wschodzie Warszawy)) wurde 1778 als Mutterloge aller schottischen Logen in Polen-Litauen in Warschau gegründet. 
Die Loge trat später dem Grand Orient du Royaume de Pologne et du Grand Duché de Lithuanie bei. Sie war französischsprachig und nach Katharina der Großen benannt. 1788 wurde sie aufgelöst und ging in die Loge Stanislaus August unter dem Nordstern über. 1792 wurde sie in Oststern und 1818 in Unter dem Nordstern umbenannt. 1821 wurden alle Freimaurerlogen in Kongresspolen vom Zaren aufgelöst. Sie gehörte zusammen mit Tempel der Isis, Das Nordschild und Göttin von Eleusis zu der Konföderation der vier Warschauer Ostlogen. 